# Pic à tête rouge
Melanerpes erythrocephalus
Espèce
Statut de conservation UICN

 LC  : Préoccupation mineure
Le Pic à tête rouge (Melanerpes erythrocephalus) est une espèce d'oiseaux de la famille des Picidae.
Autrefois commune en Amérique du Nord, cette espèce est aujourd'hui en forte régression.

D'après Alan P. Peterson, c'est une espèce monotypique.

## Taxonomie
Le Pic à tête rouge a été l'une des nombreuses espèces initialement décrite au XVIIIe siècle par Carl von Linné dans son ouvrage Systema Naturae .
L'épithète du nom d'espèce est dérivé du grec ancien, des mots erythros  « rouge » et kephalos  « tête » 
Trois sous-espèces sont reconnues :
- M. e. brodkorbi
- M. e. caurinus
- M. e. erythrocephalus

## Description

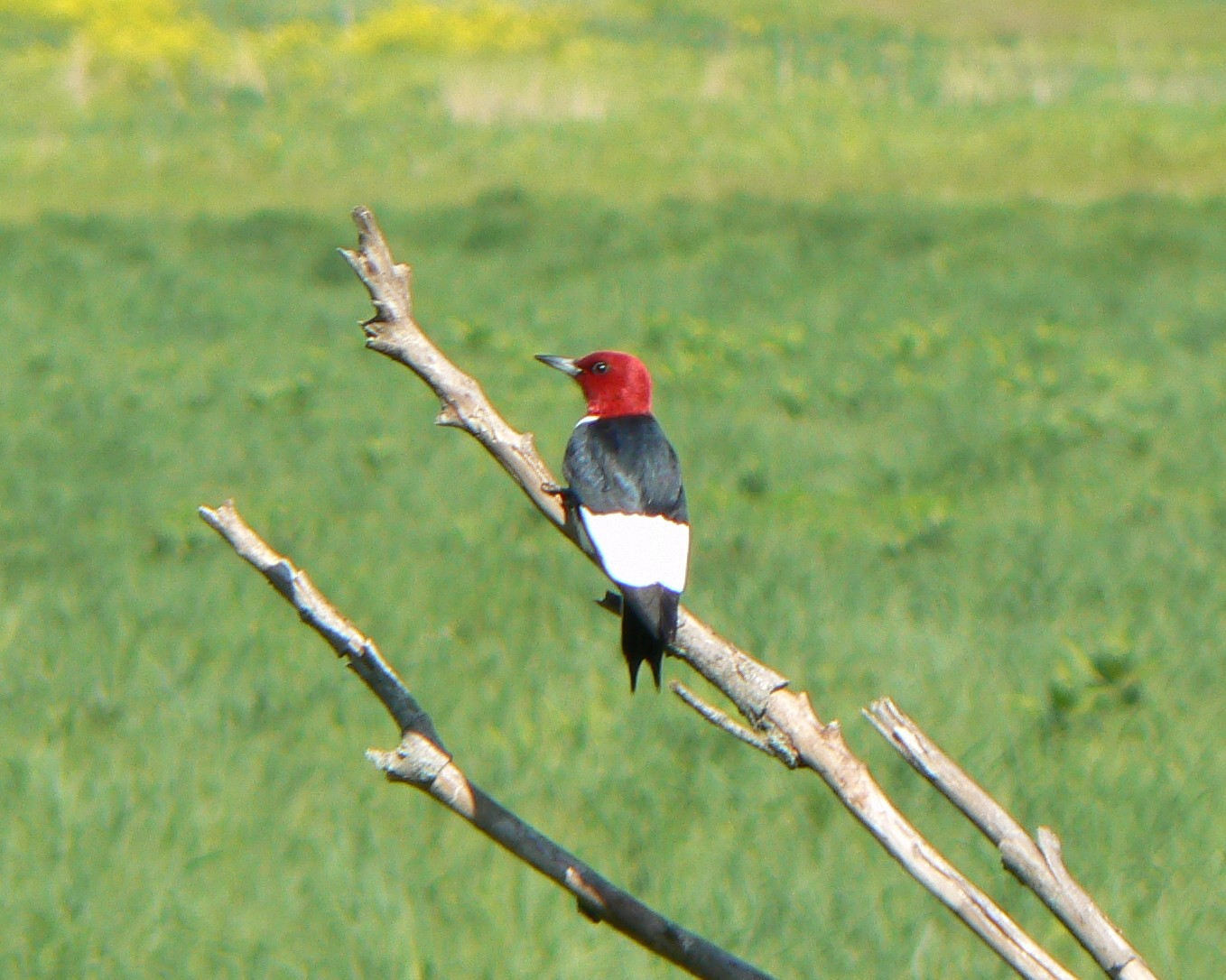
Melanerpes erythrocephalus sur branche morte ; Sa tête rouge bien visible explique son nom

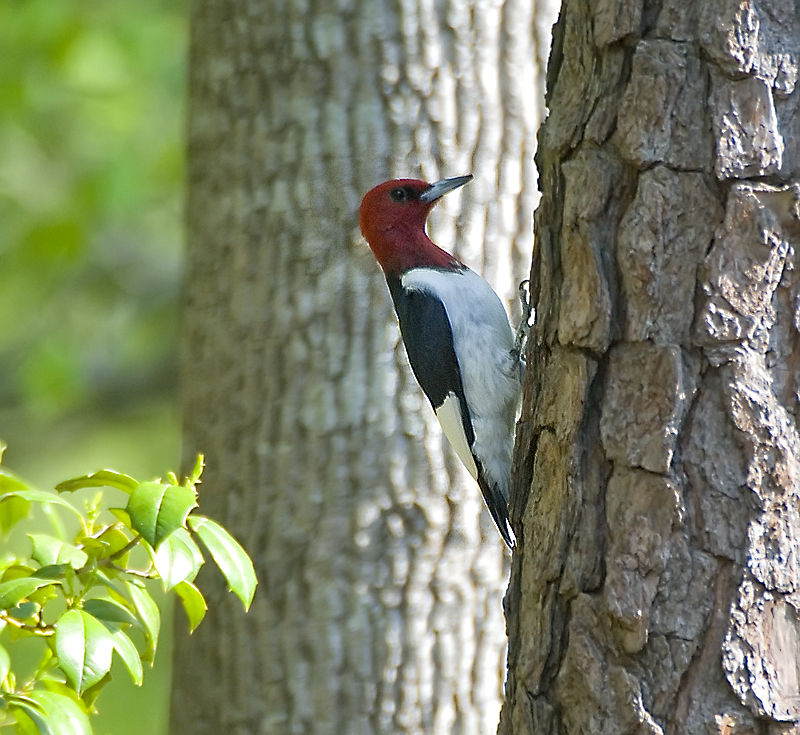
En train d'inspecter l'écorce d'un résineux, à la recherche d'insectes

Les adultes sont nettement tricolores : rouge, noir et blanc de dos. Leur ventre est principalement blanc. Les ailes sont noires avec des rémiges blanches. Mâles et femelles adultes arborent un plumage identique Les plus jeunes sont également multicolores, mais leurs plumes sont tachetées de brun.
Les individus des deux sexes mesurent de 19 à 23 cm de long, pour une envergure de  42 cm.
Ils pèsent de 56 à 91 g.
Un ornithologue débutant peut identifier par erreur un Pic à ventre roux comme Pic à tête rouge. Cet oiseau magistral est une espèce menacée

## Habitat et répartition
C'est un oiseau qui était autrefois commun dans les régions tempérées d'Amérique du Nord, du sud du Canada au centre et centre-est des États-Unis, mais dont les populations se sont effondrées au XXe siècle (50 % de perte depuis 1966 malgré les efforts de conservation en forêt).
À la différence des autres pics, son  habitat préférentiel de reproduction est un paysage ouvert ou semi-ouvert avec arbres anciens et morts, riche en arbres produisant des fruits durs (glands, noisettes, noix, faines..).
Il apprécie les zones herbacées qui ont brûlé, mais fréquente également volontiers les abords de zones humides, grands lacs, ripisylves.
Au Canada, sur les 600 zones importantes de nidification, seules sept signalent encore la présence du Pic à tête rouge :
- Cabot Head (Ontario), sur les bords de la Baie Georgienne  du  côté de la pointe de la Péninsule Bruce ;
- Carden Plain (Ontario), à l'est du lac Simcoe ;
- Péninsule et marais de Long Point, Ontario le long du lac Érié près de London (Ontario);
- Point Abino (Ontario), près du lac Érié et près des chutes du Niagara ;
- Dunes enforestées de Port Franks (NE de l'Ontario), Sarnia près du lac Huron;
- Kinosota/Leifur (Manitoba), sur les rives NE du lac Manitoba et localement dans le Parc national du Mont-Riding;
- Sud de la rivière Saskatchewan de Empress (Alberta) à Lancer Ferry (Saskatchewan)[4].

Son habitat (de type savane tempérée, semi-ouvert, riche en arbres épars) ressemblant formellement aux paysages de vieux vergers, de prairies arborées, de certains jardins publics et de nombreux golfs. Des chercheurs de l'université de l'Ohio, se demandant s'ils pouvaient constituer de bons habitats de substitution, ont donc été rechercher (de mi-mai à début août 2002 et 2003) sur 100 golfs pris  au hasard dans le nord et le centre de l'Ohio des pics à tête rouge. Quand ils en ont trouvé, un descriptif de l’habitat et le cas échéant un  suivi du succès de nidification de couples reproducteurs a été fait. 158 pics à tête rouge adultes ont été  trouvés sur ¼ (26 %)  des 100 terrains prospectés.  Les golfs où il était présent contenaient tous des arbres dont le diamètre était plus large (+ 12 %) que sur les autres golfs, et ils contenaient environ deux fois plus d’arbres produisant des gros fruits durs (chênes, noyers, hêtres à grandes feuilles Fagus grandifolia) que la moyenne des golfs. De même ils contenaient environ deux fois plus de bois-mort sur pied  (« chandelles » et « chicots »).  Les descriptifs d’habitats pour 49 nids occupés ont montré que la zone choisie par le pic pour nicher contenait  elle-même encore environ deux fois plus d’arbres à fruits durs et bois mort que les autres parcelles du même terrain de golf. La plupart des nids (67 %) étaient situées dans les branches mortes d’arbres vivants, plutôt que dans les chicots (or pour des raisons de sécurité et « propreté », ces habitats  sont généralement supprimées ou élaguées).
Enfin, sur 16 couples nicheurs suivis  dans ces golfs, seuls 75 % ont réussi à produire plus d’un jeune vivant à partir de leur couvée (un peu moins que les 80 % de succès moyen observés pour 10 nids surveillés hors des golfs (taux qui ne suffit pas à permettre la survie de l'espèce à long terme). Les auteurs de l’étude en ont déduit que certains terrains de golf, à certaines conditions, pourraient jouer un rôle précieux dans la conservation de la faune associée aux forêts ouvertes et boisements peu denses.
Des situations de piège écologique sont cependant possible, ce pourquoi la fondation Audubon (qui a signé un partenariat avec l'USGA pour aider les surintendants de golf à diminuer leurs impacts écologiques), recommande aux surintendants de
- créer des zones de restauration et conservation de gros bois morts (ou sénescents) sur pied, dans les golfs ;
- limiter ou supprimer l’utilisation de pesticides à moins de 300 pieds de l'habitat potentiels de pics, car c'est la zone qui sera la plus prospectée au sol par ces derniers pour alimenter leurs petits avec des insectes[3].
- de disposer des chronoxyles (ex : poteaux téléphoniques non traités par des pesticides), plantés dans le sol à 50 pieds les uns des autres (pour les cas où les surintendants ne veulent absolument pas conserver de bois mort sur leur golf, pour des raisons « esthétiques » ou de sécurité par exemple[3] ;
- de périodiquement faire quelques feux dirigés de la strate herbacée (ces pics appréciant particulièrement les zones d'herbacées repoussant sur une zone qui a brûlé. Sur la base d’expériences réussies de restauration d’habitats de pic à tête rouge ailleurs,

## Chant
Un tchur-tchur caractéristique permet de les identifier, associé au « tambourinage » qui joue sans doute un rôle territorial.

## Éthologie
Ces oiseaux sont omnivores mais les deux-tiers de leur alimentation sont d'origine végétale. Ils chassent des insectes, souvent en vol ou au sol ou sur le bois. Ils collectent sur les arbres des fruits durs (glands, faines, noix, noisettes, et différents fruits, baies et graines). Ils mangent parfois les œufs d'autres oiseaux.
La migration se fait saisonnièrement avant la reproduction entamée fin avril, et à partir des quartiers d'hiver que les oiseaux quittent fin octobre. Les oiseaux du sud sont souvent des résidents permanents.

## Reproduction
La femelle niche dans une cavité d'arbre mort, d'un poteau, ou dans une « carie » (partie morte d'un arbre) à 2,5 à 25 m de hauteur au-dessus du sol Elle pond quatre à sept œufs début mai. L'incubation dure deux semaines. Deux couvées peuvent se succéder dans une seule saison de nidification.

## Conservation
Autrefois abondante, l'espèce a vu ses effectifs fortement décliner depuis 1966, en raison d'une dégradation générale de l'environnement (pesticides, agriculture intensive, régression des vieux arbres et du bois mort), mais probablement aussi de la concurrence pour les sites de nidification par l'Étourneau sansonnet devenu localement envahissant voire invasif.
Dans beaucoup d’États du Nord-Est des États-Unis, on n'observe plus du tout ou très peu de nidification de pics à tête rouge. Dans l'Ohio, par exemple, une population y est faiblement présente mais avec un taux de reproduction ne lui permettant pas de maintenir ses effectifs. Quelques dizaines de couples ont niché dans des espaces verts (golfs notamment), mais sans que l'on connaisse le succès de leur reproduction à moyen ou long terme.
Le pic à tête rouge est aujourd’hui considéré comme une espèce vulnérable au Canada et une espèce menacée dans plusieurs États des États-Unis.
Parmi les facteurs de disparition ou régression de l'espèce, figurent :
- la perte d'habitat causée par la régression des grands arbres morts (arbres entiers ou chandelles)
- le développement de l'agriculture intensive et des monocultures
- la canalisation des cours d'eau,
- un certain déclin des milieux semi-ouverts (petits vergers et bocage) ou ouvert (prairies), résultant à la fois de l'intensification de l'agriculture et de la sylviculture industrielle (pour les forêts de l'Est de l'Amérique du Nord notamment). Le traitement des poteaux téléphoniques à la créosote est une autre cause suspectée de régression[8], de même que l'empoisonnement par le plomb et l'arsenic utilisés comme pesticides puis bioaccumulé par les arbres et les insectes saproxylophages.

## Philatélie
En 1996, la Poste américaine a publié un timbre-poste à son effigie (valeur de deux cents). La publication de ce timbre a été interrompue, puis renouvelée en 1999 pour rester en vente jusqu'en 2006.